# Laudaire de Cortone
Le Laudaire de Cortone (Laudario di Cortona) est un codex (un manuscrit) musical italien de la seconde moitié du XIIIe siècle, contenant un recueil de laudes conservé à la Bibliothèque de la Ville et de  l'Académie Etrusque de la Ville de Cortone en Toscane.

## Le manuscrit

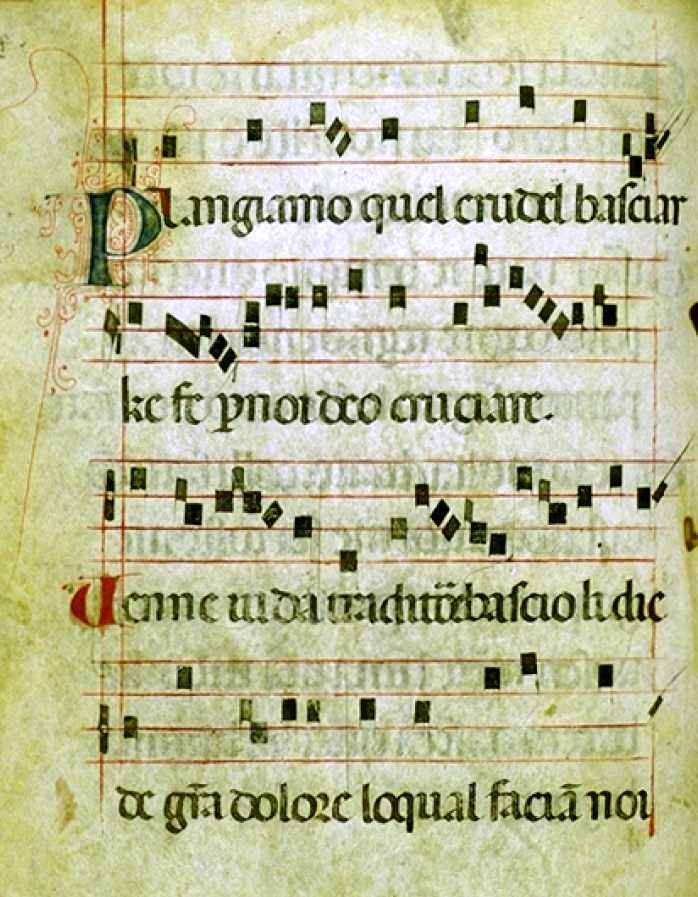
Feuillet (ou folio) 46 verso, du Laudario di Cortona, avec la pièce Plangiamo quel crudel basciar

La date exacte n'est pas connue, mais on estime leur copie dans les années 1270 et 1297. 
Les Laudes appartenaient à la Fraternité de Santa Maria delle Laude, de l'église San Francesco à Cortone. 
En 1876, elles ont été retrouvées abandonnées, dans un état lamentable, par le bibliothécaire de la Ville et de l'Académie étrusque de Cortone, Girolamo Mancini, qui les a ajoutées à la bibliothèque de Cortone, où elles sont  conservées.
Les Laudes de Cortone et le Laudaire Magliabechiano 18 (Florence, Bibliothèque centrale nationale, Magliabechiano II I 122, Banco Rari 18) sont les deux seuls manuscrits de laudes italiennes avec notation musicale qui ont survécu. 
Certains passages se retrouvent dans les deux manuscrits. D'autres passages du Laudario de Cortone se retrouvent dans d'autres Laudari sans musique (texte seulement), comme le Laudaire Magliabechiano 19 (Florence, Bibliothèque centrale nationale, Magliabechiano II I 212, Banco Rari 19), le Laudaire d'Arezzo (Arezzo, Bibliothèque de la Ville, 180 de la Fraternité des Laïcs), le Laudaire de Milan (Milan, Bibliothèque Trivulziana 535) et dans d'autres fragments épars.
Le Laudaire de Cortone précède le Laudaire Magliabechiano 18 et est la plus ancienne collection connue de musique italienne en langue vernaculaire, ainsi que la seule du XIIIe siècle.
Le manuscrit est composé de 171 feuillets de parchemin et ne comporte aucune miniature. 
Le texte est écrit en caractères gothiques et la musique en notation carrée.
Il est composé de deux parties : la première va du feuillet 1 à 122 et ses dimensions sont de 22,6 × 17,2 cm. La seconde est plus tardive, avec un format plus petit, 21,5 × 17,3 cm, et va du feuillet 133 au feuillet 171. Un petit cahier (folios 123 à 132) a été inséré entre les deux parties,.

## Œuvres
Le manuscrit contient 66 laudes, dont seulement 44 dans la première partie sont avec musique. Dans le petit cahier inséré au verso se trouvent deux autres laudes avec notation musicale soit 46 morceaux de musique. 
Les 16 premières laudes sont mariales, tandis que les autres suivent approximativement le calendrier liturgique.
Ci-dessous une liste des laudes du manuscrit. Les codes de la colonne Concordances avec d'autres manuscrits et fragments sont précisés après le tableau. Ceux de la colonne Enregistrements sont précisés dans la rubrique Discographie.
| Nº | Foglio      | Lauda                                                            | Concordanze             | Registrazioni                                                                    |
| -- | ----------- | ---------------------------------------------------------------- | ----------------------- | -------------------------------------------------------------------------------- |
| 1  | 1 - 3v      | Venite a laudare                                                 | ARE, MIL                | MIC, LAU, CCP, QPI, PRE, SCS, OBS, MED, WYT, ARM2, ARM3                          |
| 2  | 3v - 5v     | Lauda novella sia cantata                                        | ARE                     | MIC, SPE, DOL, CCP, QPI, PRE, EMI, MED, CAC, WYT, EMS, ARM, WOL, NEK, ARM2, ARM3 |
| 3  | 5v - 8v     | Ave, donna santissima                                            | ARE, M18, M19, MIL      | MIC, LAU, DOL, QPI, PRE, DIA, MED, EMS, ARM, EST, OWY, LOM, ARM2, ARM3           |
| 4  | 8v - 10     | Madonna santa Maria                                              | ARE, MIL                | MIC, DOL, QPI, PRE, QVG, ARM2                                                    |
| 5  | 12v - 14v   | Ave, regina gloriosa                                             |                         | MIC, LAU, DOL, QPI, PRE, ARM2, ARM3                                              |
| 6  | 14v - 17    | Da ciel venne messo novello                                      | ARE, M18, M19           | MIC, ORG, LUG, QPI, PRE, SCS, OBS, AME, TRE, ALB, LOM, NEK, ARM2                 |
| 7  | 17 - 19v    | Altissima luce col grande splendore                              | ARE, M18, M19, MIL      | MIC, DOL, LUG, QPI, PRE, ARM, LOM, NEK, ARM2, ARM3                               |
| 8  | 19v - 22    | Fami cantar l'amor di la beata                                   | ARE, M19                | MIC, CHO, QPI, PRE, ALT, WYT, NEK, ARM2                                          |
| 9  | 22 - 24     | O Maria, d'omelia                                                | ARE                     | MIC, QPI, PRE, WYT, ARM2                                                         |
| 10 | 24 - 25v    | Regina sovrana de gram pietade                                   | ARE, M18, M19           | MIC, QPI, PRE, HIL, ARM2                                                         |
| 11 | 25v - 27    | Ave, Dei genitrix                                                |                         | MIC, QPI, PRE, ARM2                                                              |
| 12 | 27 - 29     | O Maria, Dei cella                                               |                         | MIC, QPI, PRE, ARM2                                                              |
| 13 | 29 - 32v    | Ave, vergene gaudente                                            | MIL                     | MIC, QPI, PRE, NEK, ARM2                                                         |
| 14 | 32v - 34v   | O divina virgo, flore                                            |                         | MIC, DOL, QPI, PRE, HIL, QVG, LUC, NEK, ARM2                                     |
| 15 | 34v - 36v   | Salve, salve, virgo pia                                          | MIL                     | MIC, DOL, QPI, PRE, HIL, LOM, ARM2                                               |
| 16 | 36v - 38    | Vergene donçella da Dio amata                                    | ARE, M18, M19, MIL      | MIC, QPI, PRE, ARM2                                                              |
| 17 | 38v - 39v   | Peccatrice, nominata                                             | ARE, M19                | MIC, DOL, QPI, PRE, EMI, ARM2                                                    |
| 18 | 39v - 43v   | Cristo è nato et humanato                                        | M18 (Incompleto), W15   | MIC, ORG, LUG, QPI, PRE, SCS, ALT, POU, ALB, NEK, ARM2                           |
| 19 | 43v - 44v   | Gloria 'n cielo e pace 'n terra                                  | ARE, MIL                | MIC, DOL, LUG, QPI, PRE, CAC, ALB, ORI, NEK, ARM2                                |
| 20 | 45 - 46     | Stella nuova 'n fra la gente                                     | ARE, M19, MIL           | MIC, ORG, LUG, QPI, PRE, SCS, AME, TRE, MCL, ALB, ORI, NEK, ARM2                 |
| 21 | 46v - 47v   | Plangiamo quel crudel basciar[e]                                 |                         | MIC, LUG, QPI, PRE, EMI, SCS, WYT, NEK, ARM2                                     |
| 22 | 47v - 51    | Ben è crudele e spietoso                                         | M18 (Solo testo)        | MIC, ORG, LUG, QPI, PRE, SCS, NEK, ARM2                                          |
| 23 | 51 - 53     | De la crudel morte de Cristo                                     | ARE, MIL                | MIC, ORG, DOL, LUG, CCP, QPI, PRE, WYT, ONI, ALB, NEK, ARM2                      |
| 24 | 53 - 55     | Dami conforto, Dio, et alegrança                                 | ARE, MIL                | MIC, LUG, QPI, PRE, QVG, LUC, NEK, ARM2                                          |
| 25 | 55 - 57v    | Onne homo ad alta voce                                           | ARE, M18, CBC, MIL      | MIC, ORG, LAU, DOL, LUG, CCP, QPI, PRE, SCS, ALB, NEK, ARM2, ARM3                |
| 26 | 57v - 60    | Jesù Cristo glorioso                                             | M18                     | MIC, ORG, CHO, LUG, QPI, PRE, ALB, NEK, ARM2, ARM3                               |
| 27 | 60 - 63     | Laudamo la resurrectione                                         | ARE, MIL, NY            | MIC, LUG, QPI, PRE, SCS, ARM2                                                    |
| 28 | 63 - 64v    | Spiritu sancto, dolçe amore                                      | M19, MIL                | MIC, REV, QPI, PRE, ARM2                                                         |
| 29 | 64v - 68    | Spirito Sancto glorioso                                          | ANT, M19, MIL           | MIC, QPI, PRE, SCS, ARM2                                                         |
| 30 | 68 - 69v    | Spirito sancto, dà servire                                       | ARE, MIL                | MIC, QPI, PRE, ALT, ARM2                                                         |
| 31 | 70 - 72     | Alta Trinità beata                                               | M19, MIL                | MIC, DOL, CCP, QPI, PRE, ARM2                                                    |
| 32 | 72 - 82v    | Troppo perde 'l tempo ki ben non t'ama                           | ARE, MIL                | MIC, LAU, CCP, QPI, PRE, ARM2, ARM3                                              |
| 33 | 82v - 85    | Stomme allegro et latioso                                        | MIL                     | MIC, QPI, PRE, OBS, ARM2                                                         |
| 34 | 85v - 88v   | Oimè lasso e freddo lo mio core                                  |                         | MIC, QPI, PRE, MED, HIL, ARM2                                                    |
| 35 | 88v - 90    | Chi vol(e) lo mondo desprecçare                                  | ARE, M19, MIL           | MIC, QPI, PRE, QVG, ARM2                                                         |
| 36 | 90v - 93    | Laudar vollio per amore                                          | MIL                     | MIC, CHO, DOL, CCP, QPI, PRE, ALT, EMS, IOC, ARM2, ARM3                          |
| 37 | 93 - 96     | Sia laudato san Francesco                                        | ARE, M18, M19, MIL      | MIC, CHO, DOL, QPI, PRE, ALT, MAN, ARM2, ARM3                                    |
| 38 | 96 - 100v   | Ciascun ke fede sente                                            | ARE, M18, M19, MIL      | MIC, REV, DOL, QPI, PRE, ARM2                                                    |
| 39 | 100v - 110v | Magdalena degna da laudare                                       | ARE, MIL                | MIC, CHO, REV, DOL, LUG, QPI, PRE, DIA, EMS, NEK, ARM2                           |
| 40 | 110v - 112v | L'alto prençe archangelo lucente                                 | MIL                     | MIC, QPI, PRE, ARM2                                                              |
| 41 | 112v - 114v | Faciamo laude a tutt'i sancti                                    | ARE, M18, M19, MIL, W22 | MIC, QPI, PRE, ARM2                                                              |
| 42 | 114v - 116  | San Jovanni al mond'è nato                                       |                         | MIC, QPI, PRE, ARM2                                                              |
| 43 | 116 - 117v  | Ogn'om canti novel canto                                         | M19                     | MIC, CHO, QPI, PRE, ARM2                                                         |
| 44 | 117v - 120  | Amor dolçe sença pare                                            | ARE, MIL                | MIC, QPI, PRE, SCS, OBS, EMS, FAE, SIX, ARM2, ARM3                               |
| 45 | 123 - 131v  | Benedicti et llaudati                                            | MIL                     | MIC, REV, QPI, PRE, EMS, RES, ARM2                                               |
| 46 | 131v - 132v | Salutiam divotamente                                             | ARE, MIL                | MIC, QPI, PRE, EMS, ALB, LOM, ARM2, ARM3                                         |
| 47 | 136         | Alleluya. Alleluya, alto re di gloria (Senza musica. Solo testo) | ARE, M18, M19           |                                                                                  |
| 48 | 137         | Salutiam divotamente (Senza musica. Solo testo)                  | ARE, MIL                |                                                                                  |
| 49 | 143         | A voi gente facciam prego (Senza musica. Solo testo)             | ARE, M18, M19           |                                                                                  |

Concordance avec d'autres manuscrits et fragments :
- ANT - Anvers, Musée Mayer van den Bergh 303 (Texte uniquement)
- ARE - Laudario di Arezzo (Arezzo, Bibliothèque Municipale 180 de la Fraternité des Laïcs) (Texte uniquement)
- M18 - Laudario Magliabechiano 18 (Florence, Bibliothèque centrale nationale, Magliabechiano II I 122, Banco Rari 18) (avec notation musicale)
- M19 - Laudario Magliabechiano 19 (Florence, Bibliothèque centrale nationale, Magliabechiano II I 212, Banco Rari 19) (Texte uniquement)
- CBC - Firenze, Collection Carlo Bruscoli (texte seulement)
- MIL - Laudario di Milano (Milan, Biblioteca Trivulziana 535) (Texte uniquement)
- NY - New York, Robert Lehman Collection (anciennement Smith Collection, Worcester, Mass.) (Texte seulement)
- W15 - Washington, National Gallery of Art, Rosenwald Collection B-15, 393 (Texte uniquement)
- W22 - Washington, National Gallery of Art, Rosenwald Collection B-22, 128 (texte uniquement)

## Discographie
Discographie triée par année d'enregistrement :
- 1962 - [LUG] Laudario 91 di Cortona. La Natività - La Passione. Solisti, Coro e Orchestra della Società cameristica di Lugano. Edwin Loehrer (dir.).

L'edizione moderna in CD contiene vari mottetti di Palestrina nel disco seguente:
- Palestrina - Laudario 91 di Cortona. Solisti, Coro e Orchestra della Società cameristica di Lugano. Edwin Loehrer. Accord 20 156 2

- 1964 - [SDP] Musique pour le temps de la Passion. Les Solistes de Paris, Anna-Maria Bondi, dir. Henri-Claude Fantapié. SFP 31.008 (vinyl)
- 1970(?) - [CCP] Laudes Antiquae. Medieval Songs of Praise. Coro della Cappella Papalle di San Francesco d'Assisi. Alfonso Del Ferraro.

L'edizione moderna del CD contiene altre registrazioni in:
- Chants gregoriens. Deutsche Grammophon Privilege 2726 004 (2 CD)

- 1970(?) - [QPI] Laudario di Cortona. Codex 91 dell'Accademia Etrusca di Cortona, sec. XIII. Quartetto Polifonico Italiano. Sarx records SXAM 2010-2. Registrazione integrale.
- 1981(?) - [PRE] La Prepolifonia - Le Laudi. Edizione integrale del Laudario di Cortona cod. 91. I Prepolifonisti. P. Pellegrino M. Ernetti. Pan PRF 205 / 6 / 7 / 8 (4 LPs).
- 1988 - [EMI] Laude. Medieval Italian Spiritual Songs. Musician of the Early Music Institute. Thomas Binkley (dir.). Focus 912.
- 1988 - [MCL] Amor mi fa cantar. Musica italiana del primo trecento. Ensemble Micrologus. Quadrivium SCA 004-2.
- 1990 - [SCS] Laudario di Cortona. Le Laude e l'Ars Nova. Solisti, e "Cantori di Santomio" (Vicenza). August Wenzinger (dir.).  Accord 20 076 2.
- 1990 - [EST] Ave maris stella. Marienverehrung im Mittelalter. Estampie "Münchner Ensemble für frühe Musik". Christophorus CHR 77 289.
- 1992 - [SPE] Speculum amoris. Lyrique d'Amour médieval, du Mysticisme à l'érotisme. La Reverdie. Arcana A 336.
- 1992 - [OWY] Amar e Trobar. Leidenschaft & mysterium im mittelalter. Oni wytars. Verlag der Spielleute CD 9201.
- 1993 - [MON] Laudario di Cortona. Mystère médiéval du 13e siècle. Ensemble Vocal de Montpellier. Jean Gouzes (dir.) Jade JAD C 092.
- 1994 - [LAU] Laude di Sancta Maria. Veillée de chants de dévotion dans l'Italie des Communes. La Reverdie. Arcana 34.
- 1994 - [ALT] Saint Francis and the Minstrels of God. Altramar Medieval Music Ensemble. Dorian Discovery DIS-80143.
- 1994 - [VOX] Joculatores Dei. Laude from Venice, Florence and Cortona. Vox Resonat. Eric Mentzel (dir.). Marc Aurel Editions 2012.
- 1995 - [ORG] Laudario di Cortona. Un mystère du XIIIe siècle. Ensemble Organum. Marcel Pérès (dir.). Harmonia mundi HMC 901582.
- 1995 - [LUC] Dante Alighieri - Lo mio servente core. Ensemble Lucidarium. L'Empreinte digitale ED 13051.
- 1996 - [AME] Nova Stella A Medieval Italian Christmas. Altramar medieval music ensemble. Dorian Discovery DIS-80142.
- 1997 - [CHO] Peccatori e santi. L'amor sacro e il sentimento popolare nei laudari italiani e spagnoli del XIII secolo. Ensemble Chominciamento di Gioia. Avvenimenti A301697.
- 1997 - [REV] Legenda Aurea. Laudes des Saints au Trecento italien. La Reverdie. Arcana 304.
- 1997 - [OBS] Venite a laudare. Obsidienne, Emmanuel Bonnardot (dir.). Opus 111 OPS 30-158.
- 1997 - [HIL] Antoine Brumel. The Hilliard Ensemble. Hilliard Live HL 1003. Coro 16052.
- 1997 - [FER] Le chant de Maria Férès. Maria Férès. Camerata de Paris. Maria Férès MARF 777.
- 1997 - [FAE] Mi ris, mi plours. Musiques des XIIIe et XIVe siècles. Ensemble Faenza. Marco Horvat. Tabula Rasa TR01.
- 1997 - [SIX] A Florentine Annunciation. Mass for the Feast of the Annunciation. Les Six. Move MD 3094.
- 1998 - [DIA] Terra Adriatica. Chants sacrés des terres croates & italiennes au Moyen-Âge.Dialogos. Katarina Livjanic (dir.). L'Empreinte Digitale ED 13 107.
- 1999 - [QVG] Cantico della Terra. Le sacré et le populaire dans l'Italie du XIIIe siècle. Quartetto Vocale Giovanna Marini. Micrologus. Opus 111 30-277.
- 1999 - [MED] Words of the Angel. Tournai Mass. Moody: Words of the Angel. Trio Mediæval. ECM New Series 1753.
- 1999 - [MIC] Laudario di Cortona. Ensemble Micrologus. Micrologus 00010 / 3. Registrazione integrale di tutte le opere, comprende un facsímile del manoscritto in PDF.
- 1999 - [POU] Tu tu pan pan. A piper journey through medieval Europe. Poul Høxbro. Classico CLASSCD 286.
- 1999 - [ORI] Gloria 'n Cielo e Pace 'n Terra. Songs of the age of St. Francis of Assisi. Orientis Partibus. Dynamic 269.
- 2000 - [RES] Resonanzen 2000. Vox populi, Vox Dei. La Reverdie. ORF "Edition Alte Musik" CD 252.
- 2001 - [ONI] Friedrich II - Stupor Mundi. Musik und Poesie am hofe des stauferkaisers. Oni Wytars. Carsten Wolfewicz. Verlag der Spielleute CD 0101.
- 2002 - [EMS] Laude novella. Ein musikalisches Reisetagebuch ... von Baiern nach Italien um 1392. EST! - Ensemble für Musik des späten Mittelalters. Verlag der Spielleute CD 0204 (2 CD).
- 2003 - [DOL] Laudario di Cortona. Canti devozionali del XIII secolo. Ensemble Vocale La Dolce Vista. Giovanni Caruso (dir.). Tactus 270001.
- 2003 - [TRE] Christo è nato. Lauding the Nativity in Medieval Italy. Trefoil. MSR Classics 1094.
- 2003 - [LOM] Regina Pretiosa. Una Celebrazione Mariana del Trecento Fiorentino. Insieme vocale e strumentale L'Homme Armé. Fabio Lombardo. Tactus TC 350001.
- 2003 - [NEK] Il Laudario cortonese 91, XIIIe s.. Eresmin (coro da camera). Nekane Lasarte. Gallo CD-1117.
- 2005 - [MAN] Barbarossa. Les Jongleurs de la Mandragore. Fidelio "Mediaeval" FACD 015.
- 2005 - [MAN] Gavin Bryars. Oi Me Lasso. GB Records BCGBCD05
- 2006 - [WYT] From Byzantium to Andalusia. Medieval Christian, Jewish and Islamic Music and Poetry. Peter Rabanser, Belinda Sykes, Jeremy Avis. Oni Wytars. Naxos 8.557637.
- 2006 - [WOL] Zeit Gefühle. Musik aus dem späten Mittelalter. Wolkenstayn. Verlag der Spielleute CD 008.
- 2006 - [ALB] Laude sulla vita di Gesù. Canti drammatici delle Confraternite del XIII secolo. Concentus Lucensis, I Cantori del Miserere di Sessa Aurunca. Stefano Albarello. Tactus TC 280 001.
- 2007 - [CAC] Io son un pellegrin. El caminar en la música medieval. Capilla Antigua de Chinchilla. Columna Música 1CM 0186
- 2007 - [ARM] Ave Donna Santissima. Itinerario musicale intorno a Maria. Armoniosoincanto. Franco Radicchia. Tactus TC 260001.
- 2007 - [IOC] Vita S. Elisabethæ. The life of St. Elisabeth of Thuringia (1207-1231), told in medieval songs and texts. Ioculatores, Ars Choralis Coeln, Amarcord. Raum Klang RK 2605.
- 2008 - [SPIRITO GENTIL] Venite a Laudare. Laude mariane e natalizie. Manoli Ramirez de Arellano - Alberto De Maestri - Coro di Comunione e Liberazione diretto da Pippo Molino.
- 2015 - [ARM2] Laudario di Cortona no. 91. Paraliturgical vocal music from the Middle Ages. Armoniosoincanto. Franco Radicchia. Brilliant Classics 94872BR
- 2019 - [ARM3] Altissima luce: Laudario di Cortona. Paolo Fresu, Daniele Bonaventura, Armoniosoincanto. Franco Radicchia. Tuk Musik.